# Sy (Mali)
Sy is een gemeente (commune) in de regio Ségou in Mali. De gemeente telt 12.600 inwoners (2009).
De gemeente bestaat uit de volgende plaatsen:
- Bougoula
- Dougouni
- N'Trongorola
- Nansabara
- Niantiela
- Niéna
- Sy
- Tamagorola
- Tiessoko
- Titana
- Worotona